# Église Saint-Sépulcre de Montdidier
L'église Saint-Sépulcre de Montdidier est située dans le centre-ville de Montdidier au sud du département de la Somme.

## Historique
L'origine de l'église du Saint-Sépulcre de Montdidier remonte aux croisades. Payen de Montdidier, fut l'un des fondateurs de l'ordre des Templiers (Ne pas confondre avec Hugues de Payns), il participa aux côtés d'Hugues Ier de Vermandois, frère du roi Philippe Ier, au siège de Jérusalem en 1099. À leur retour, ils offrirent les reliques qu'ils avaient rapportées, deux morceaux de la Vraie Croix... à la commune de Montdidier qui décida la construction d'une église dédiée au Saint-Sépulcre pour les conserver.
Un premier édifice fut bâti en 1146 mais était situé en dehors des remparts élevés sur l'ordre du roi Philippe Auguste. En 1411, l'église fut détruite et reconstruite en 1419 à l'intérieur des remparts. Cependant, une nouvelle église fut construite de 1510 à 1519 pour remplacer la précédente jugée trop petite. Cette dernière fut détruite par l'artillerie de Charles Quint, en 1523.
Gravement endommagée en 1918 au cours de la Première Guerre mondiale, elle fut restaurée durant l'entre-deux-guerres, les travaux du gros œuvre s'achevèrent en 1935, les vitraux furent posés en 1939. L'église a été classée monument historique en 1920.
Endommagée en 1940 lors de la Bataille de France, l'église du Saint-Sépulcre ne fut rouverte au public qu'en 1960. Dans les années 1970, les vitraux furent restaurés.

## Caractéristiques

### Extérieur
Cette église construite en pierre est de style gothique flamboyant selon un plan basilical traditionnel avec nef, transept et chœur. La nef élancée n'est pas éclairée par des verrières hautes mais par les baies des bas-côtés.

### Intérieur
Le chœur et les bas-côtés sont éclairés par des vitraux de style Art déco conçus entre les deux guerres par le maître-verrier Jacques Gruber qui composa les scènes de dix-huit grandes verrières évoquant le Saint-Sépulcre : histoire du peuple hébreu, Passion du Christ, dans le chœur ;  histoire de la Vraie Croix et les croisades dans le transept et les bas-côtés. 
Dans le chœur, des statues des apôtres reposent sur des consoles sculptées représentant : deux démons (légende de saint Jacques le Majeur et d'Hermogène?) ; Jésus et les apôtres (console de la statue de saint Jean l’Évangéliste), l'arrestation, les clés de saint Pierre, Jésus chez Marthe et Marie de Béthanie, Le Martyre d'un apôtre, Des chrétiens sont martyrisés.... Les boiseries du chœur sont du XVIIIe siècle.  
Dans l'absidiole sud, une mise au tombeau du XVIe siècle, exécutée entre 1549 et 1582 par la famille de Baillon est surmontée d'une sculpture du Christ aux liens classée monument historique, au titre d'objet, un retable de la Vierge (XVIIIe siècle)... Six tapisseries de Bruxelles du XVIIe siècle classées au titre des monuments historiques en 1904, sont exposées dans la nef depuis 1970. Elles représentent des scènes de l'Ancien Testament, Le Passage de la mer Rouge et L'Adoration du veau d'or, Moïse frappant le rocher d'Horeb, Le Cantique de Moïse et des Israélites... 
Dans le bas-côté nord, dans la chapelle des fonts baptismaux, un bas-relief de la Vierge entourée des litanies date du XVIe siècle.

### Les cloches
Trois cloches sont suspendues dans le clocher. En 1940, l'une d'elles « Denise-Michelle » fut descendue pour être fondue par les Allemands mais elle fut en fait déposée au fond de l'église et remontée, le 29 mars 1997.